# آرا ماتئوسیان
آرا ماتئوسیان (ارمنی: Արա Մաթևոսյան زاده ۲۶ فوریهٔ ۱۹۴۸) یک بازیگر اهل ارمنستان است. وی از سال میلادی تاکنون مشغول فعالیت بوده است.

## زندگی‌نامه
وی در ۲۶ فوریه ۱۹۴۸ در لنیناکان به دنیا آمد و از انستیتو دولتی هنری و نمایشی ایروان فارغ‌التحصیل شد. وی در تئاتر مخاطبان نوجوان (۱۹۷۰–۱۹۸۰) و تئاتر دراماتیک دولتی وارطان آجمیان گیومری (۱۹۸۰–۱۹۸۸) فعالیت کرده است. وی همچنین برندهٔ جوایزی همچون هنرمند افتخاری جمهوری ارمنستان (۲۰۰۸) و جوایز آرتاوازد (۲۰۱۱) شده است.

## یادداشت
1. ↑  ՀԹԳՄ «Արտավազդ» ամենամյա թատերական մրցանակ «Տղամարդու երկրորդ պլանի լավագույն դերակատարման համար»